# HD 201819
HD 201819，又名BD+35 4426，SAO 71032、HR 8105，是一颗恒星，视星等为6.54，位于銀經81.05，銀緯-8.08，其B1900.0坐标为赤經21h 7m 2.5s，赤緯+35° -8.08′ 26″。